# Chrysometa tenuipes
Chrysometa tenuipes là một loài nhện trong họ Tetragnathidae.
Loài này thuộc chi Chrysometa. Chrysometa tenuipes được Eugen von Keyserling miêu tả năm 1864.